# Mathias Svensson
Johan Mathias Svensson (født 24. september 1974 i Borås, Sverige) er en svensk tidligere fodboldspiller (angriber).
Svensson spillede tre kampe for Sveriges landshold, to venskabskampe i foråret 1997 og en VM-kvalifikationskamp mod Moldova i sommeren 2001. Han vandt det svenske mesterskab med Elfsborg i 2006 og var desuden udlandsprofessionel i både England og Østrig.

## Titler
Allsvenskan
- 2006 med Elfsborg